# Debi Austin
Deborah Austin (13 de abril de 1950 – 22 de febrero de 2013) fue una defensora antitabaco estadounidense que apareció en anuncios contra el tabaco emitidos en California a partir de 1996.

## Primeros años y educación
Nacida el 13 de abril de 1950 en Illinois, Austin se trasladó a Los Ángeles en 1954. Empezó a fumar en el instituto de Canoga Park. Su primer cigarrillo fue un Camel sin filtro que le había robado a su padre. En el instituto ya fumaba un paquete de Camel al día. Cuando estudió en la Universidad de Berkeley y dirigió una pequeña empresa telefónica privada, ya fumaba más de un paquete al día.

## Diagnóstico de cáncer y comercial

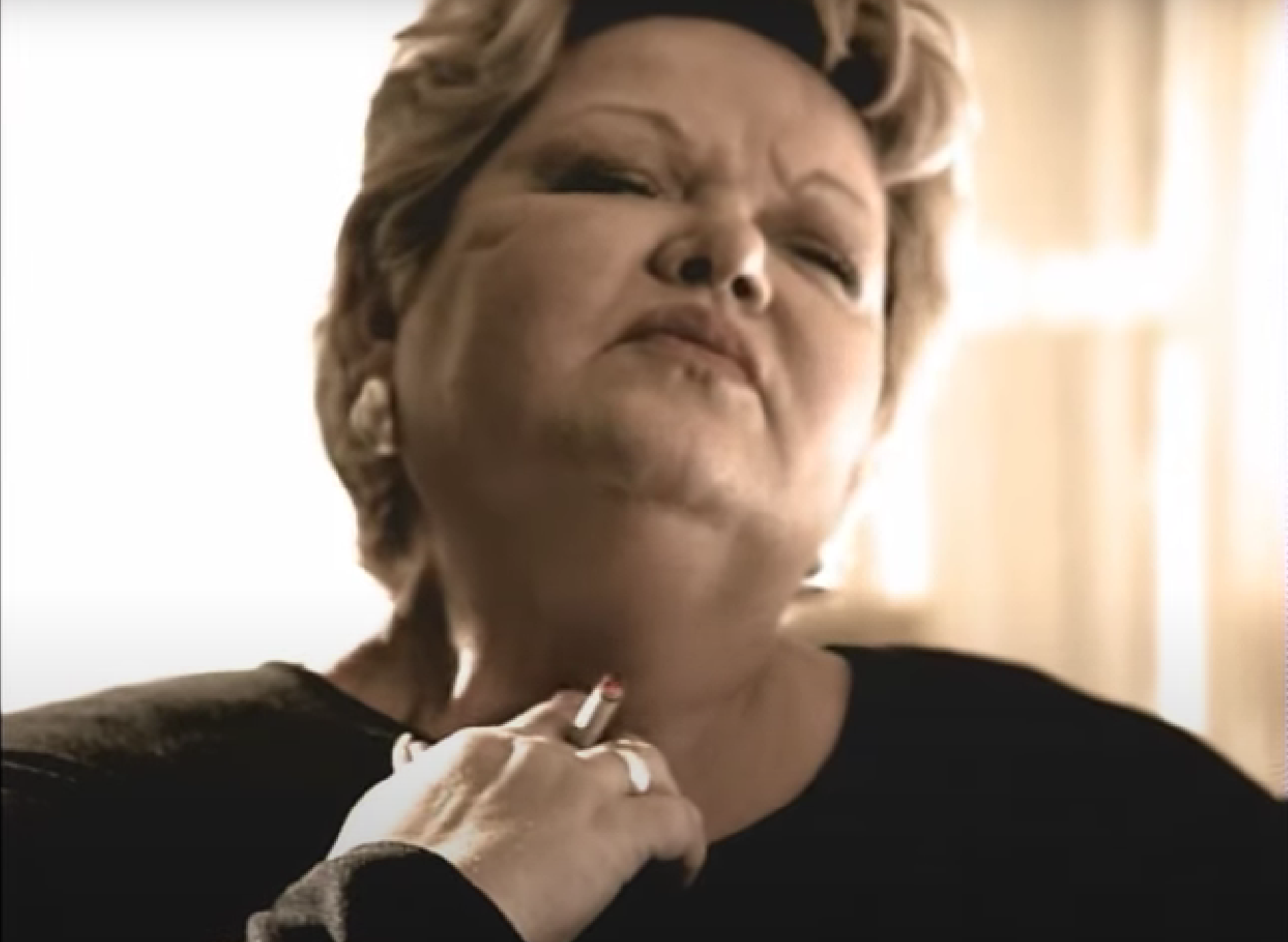
Captura de pantalla del anuncio de "Voicebox" protagonizado por Austin, en el que fuma un cigarrillo a través de su estoma.

En 1992 se le diagnosticó un cáncer de laringe y se le practicó una laringectomía. Protagonizó el conocido anuncio "Voicebox", en el que habla con el espectador y luego fuma a través de su estoma en la garganta, descrito en una declaración por el Dr. Ron Chapman, del Departamento de Salud Pública de California, como "el anuncio de control del tabaco más conocido y comentado de California". Y continuó: "Debi fue una pionera en la lucha contra el tabaco y demostró un enorme coraje al compartir su historia para educar a los californianos sobre los peligros de fumar."
Aunque finalmente pudo dejar de fumar tras la emisión de los anuncios, siguió luchando contra diversas formas de cáncer durante el resto de su vida.

## Muerte
Austin murió de cáncer de laringe el 22 de febrero de 2013, a los 62 años, en Van Nuys, California